# أنشارتد: الهاوية الذهبية
أنشارتد: الهاوية الذهبية (بالإنجليزية: Uncharted: Golden Abyss)‏ هو الجزء الرابع من سلسلة أنشارتد اللعبة مخصصة لاجهزة المحمولة وهي من اولى العاب التي صدرت على جهاز على بلاي ستيشن فيتا.صدرت اللعبة في اليابان في 17 ديسمبر 2011. وفي أمريكا الشمالية في 15 فبراير 2012، وأوروبا في 22 فبراير 2012، وأستراليا في 23 فبراير 2012.

## اللعب
تدور أحداث القصة في هذا الجزء قبل وقت قصير من الجزء الأول Uncharted: Drake’s Fortune حيث أكتشف ناثان دريك السر الأسود وراء مذبحة البعثة الأسبانية قبل 400 عام، وسوف يظهر معه في هذه البعثة صديقه القديم دانتى Jason Dante والفتاة Marisa Chase التي تبحث عن جدها عالم الآثار الذي أختفي في ظروف غامضة، حيث يتوجه ناثان إلى النهر الغادر ليكتشف معبد وكهوف لمدينة مفقودة في أمريكا الوسطي، ومن هنا سوف يواجه مصيره في هذا الجزء المسمى بالهاوية الذهبية.